# Yewande Adekoya
Yewande Adekoya (sinh ngày 20 tháng 1 năm 1984) là tên của một nữ diễn viên, nhà làm phim, đạo diễn, nhà sản xuất phim người Nigeria.

## Lí lịch
Bà sinh ra ở bang Lagos nhưng lại ở Ososa-Ijebu ở bang Ogun, phía tây Nam Nigeria. Bà vào một nhà trẻ tên là Bright star và trường tiểu học cùng tên. Sau đó, bà vào trường đại học Babcock và tốt nghiệp với bằng cử nhân về truyền thông đại chúng.
Hiện bà đã kết hôn và sống hạnh phúc với những đứa con của bà.

## Sự nghiệp
Yewande Adekoya bắt đầu sự nghiệp diễn xuất 2002. Năm 2006, bà bắt đầu viết kịch bản và sản xuất một bộ phim đầu tiên tên là "Life Secret". Ngoài ra, bà còn làm cả ba vai trò là nhà sản xuất, diễn viên, đạo diễn trong một vài bộ phim Nigeria, chẳng hạn như là Omo Elemosho vào năm 2012. Và bộ phim này đã nhận được 10 sự đề cử trong buổi lễ trao giải của học viện điện ảnh châu Phi lần thứ 10.

## Giải thưởng
Bà được đề cử cho giải nữ diễn viên triển vọng nhất trong phim tiếng Yoruba vào năm 2012, nữ diễn viên phụ xuất sắc nhất trong phim tiếng Yoruba vào năm 2013, nữ diễn viên chính xuất sắc nhất vào năm 2014.
Năm 2016, bà nhận được giải nữ diễn viên chính xuất sắc nhất tại ACIA ở Atlanta.
Năm 2017, bộ phim của bà tên là Iyawo Adedigba đã nhận được giải bộ phim hay nhất của năm tại buổi lễ trao giải "giải trí của người thành phố" (tiếng Anh: City People Entertainment Awards)

## Phim ảnh
- Omo Elemosho (2012)
- Kudi Klepto (2013)
- Kurukuru (2015)
- The Sacrifice (2016)
- Iyawo Adedigba (2017)